# Platystoma plantationis
Platystoma plantationis is een vliegensoort uit de familie van de Platystomatidae. De wetenschappelijke naam van de soort is voor het eerst geldig gepubliceerd in 1869 door Rondani.